# Hrabě z Essexu
Hrabě z Essexu je anglický šlechtický titul, který byl poprvé udělen ve 12. století anglickým králem Štěpánem III. z Blois. Titul hraběte (anglicky Earl) z Essexu byl v průběhu dějin udělen celkem devětkrát různým rodům, ve 13. a 14. století byla s titulem spojena navíc čestná dědičná hodnost vrchního velitele (konstábla) Anglického království. Známými nositeli titulu byli první ministr Jindřicha VIII. Thomas Cromwell (1485–1540, popraven) nebo irský místokrál Robert Devereux, 2. hrabě z Essexu (1565–1601, popraven). Od roku 1661 užívá titul hrabat z Essexu rodina Capell. Arthur Capell, 1. hrabě z Essexu (1631–1683) byl vlivným politikem za vlády Karla II. a na hraběte z Essexu byl povýšen v roce 1661. Současným nositelem titulu je Paul de Vere Capell, 11. hrabě z Essexu (*1944). Devět hrabat z Essexu získalo nejvyšší anglické vyznamenání (Podvazkový řád).

## Historie

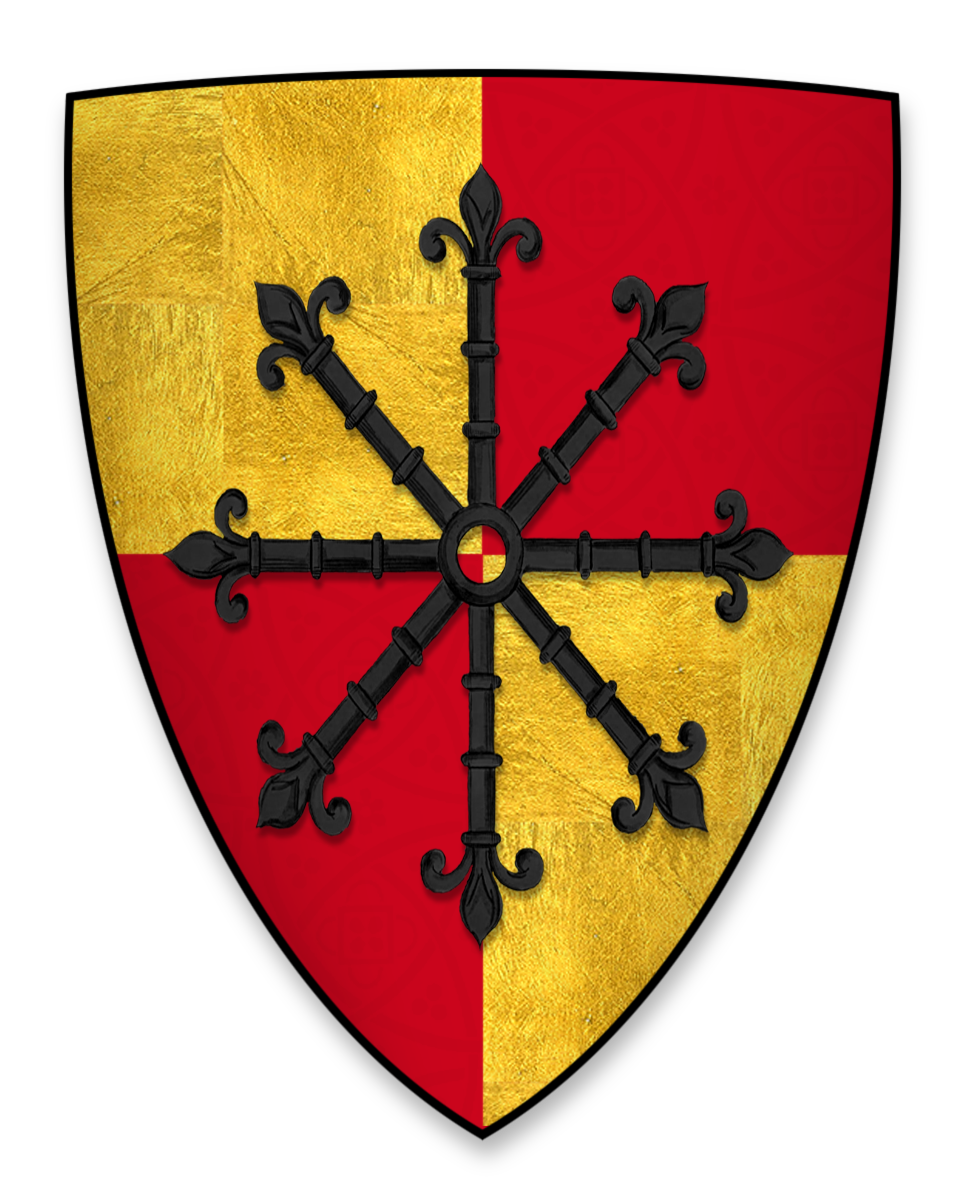
Erb Geoffreye de Mandeville, 2. hraběte z Essexu

Jméno hrabství Essex na jižním pobřeží Anglie má svůj původ v době anglosaského osídlení (East Seaxe = východní Sasko). Šlechtický titul spojený s tímto důležitým územím byl vždy otázkou vysoké prestiže, jak ostatně dokládá výčet osobností, které se hraběcím titulem z Essexu honosily. Hraběcí titul z Essexu byl v anglické historii udělen celkem devětkrát. Prvním nositelem titulu se v roce 1139 stal Geoffrey de Mandevile, 1. hrabě z Essexu (†1144), který patřil k významným osobnostem za vlády Štěpána III., během bojů o trůn padl při obraně hrabě Burwell. V jeho přímém potomstvu existoval titul do roku 1189, následně byl v roce 1199 obnoven pro Geoffreye Fitzpetera, 1. hraběte z Essexu (†1213). Jeho rodina přijala jméno Mandeville, ale vymřela již v roce 1227.
Více než jedno století užívala titul hrabat z Essexu rodina de Bohun. Humphrey de Bohun, 2. hrabě z Herefordu (1204–1275), byl významným vojevůdcem a na hraběte z Essexu byl povýšen v roce 1239. Také jeho potomci patřili k výrazným osobnostem Anglie, ale častěji byli uváděni s titulem hraběte z Herefordu, který měl jako dříve udělený v rodové titulatuře prioritu. Posledním potomkem rodu de Bohun byl Humphrey de Bohun, 6. hrabě z Essexu (1342–1373). Jedna z jeho dcer, Mary, se provdala za Thomase z Woddstocku (1355–1397), nejmladšího syna krále Eduarda III. Ten byl v roce 1380 povýšen na hraběte z Essexu, ale známější byl pod vyšším titulem vévody z Gloucesteru, který získal v roce 1385. Jeho úmrtím (byl zavražděn na příkaz Richarda II.) titul zanikl a o dědictví rodiny de Bohun pak příbuzní vedli dlouholetý spor. Dědické nároky nakonec obhájila Thomasova dcera Anna z Gloucesteru (1383–1438), která byla třikrát provdaná, jejím třetím manželem se stal William Bourchier, 2. hrabě z Ewe (respektive Eu), jehož rodina se stala dalším nositelem titulu hrabat z Essexu.

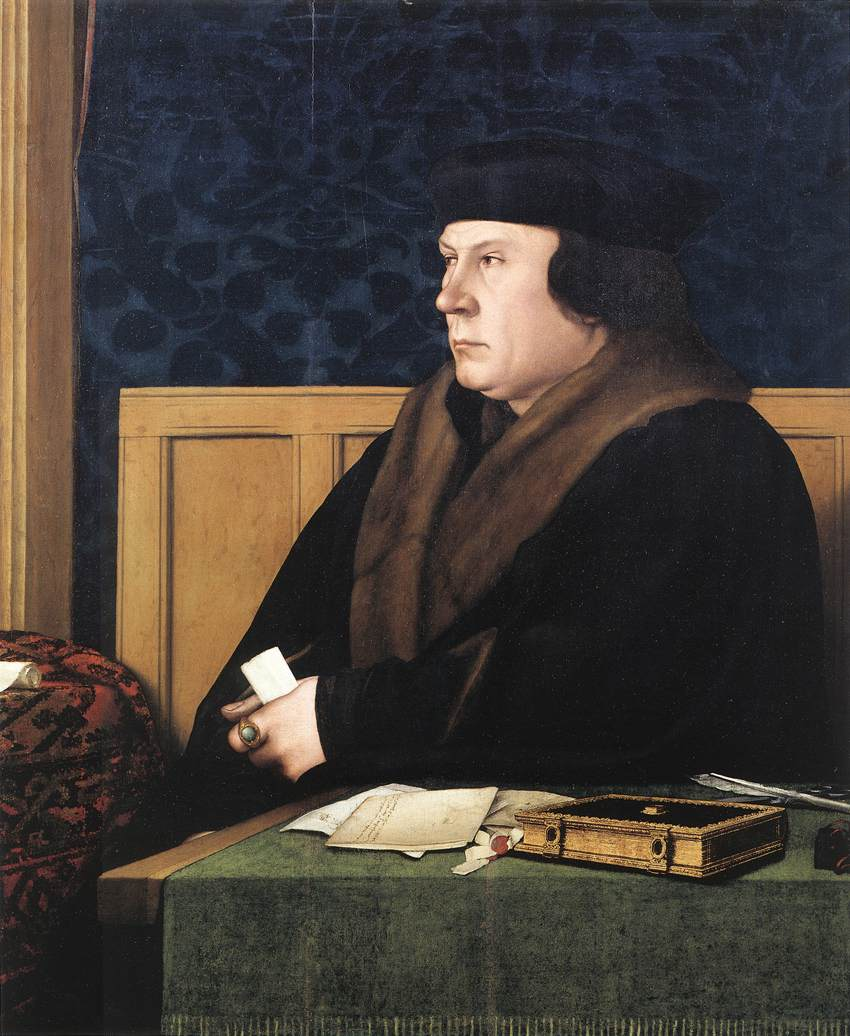
Thomas Cromwell, 1. hrabě z Essexu (1485–1540), první ministr Jindřicha VIII. (popraven)

Od 30. června 1461 užíval titul hrabat z Essexu rod Bourchierů, který později získal v jiné větvi titul hrabat z Bathu. Prvním hrabětem z Essexu se stal William Bourchier (1406–1483), který během své kariéry zastával třikrát funkci prvního lorda pokladu a byl významnou osobností v době válek růží. Dědicem titulu byl jeho vnuk Henry Bourchier (1473–1540), který se za vlády Jidnřicha VIII. prosadil jako diplomat a vojevůdce, řadu let zastával čestnou funkci kapitána královské gardy. Zemřel na následky zranění po pádu z koně a jím v této linii rod vymřel. Prakticky okamžitě byl titul hrabat z Essexu udělen rodině Cromwellů. Thomas Cromwell (1485–1540) je ukázkovým příkladem vrtkavé přízně krále Jindřicha VIII. Cromwell jako významný státník své doby získal hraběcí titul v dubnu 1540, ale již v červenci téhož roku byl popraven. Titul pak získal William Parr (1513–1571), který byl jednak zetěm zemřelého Henryho Bourchiera a také bratrem Kateřiny Parrové, šesté manželky Jindřicha VIII. Hrabětem z Essexu byl od roku 1543 a později získal ještě titul markýze z Northamptonu, jeho smrtí však oba tituly zanikly.

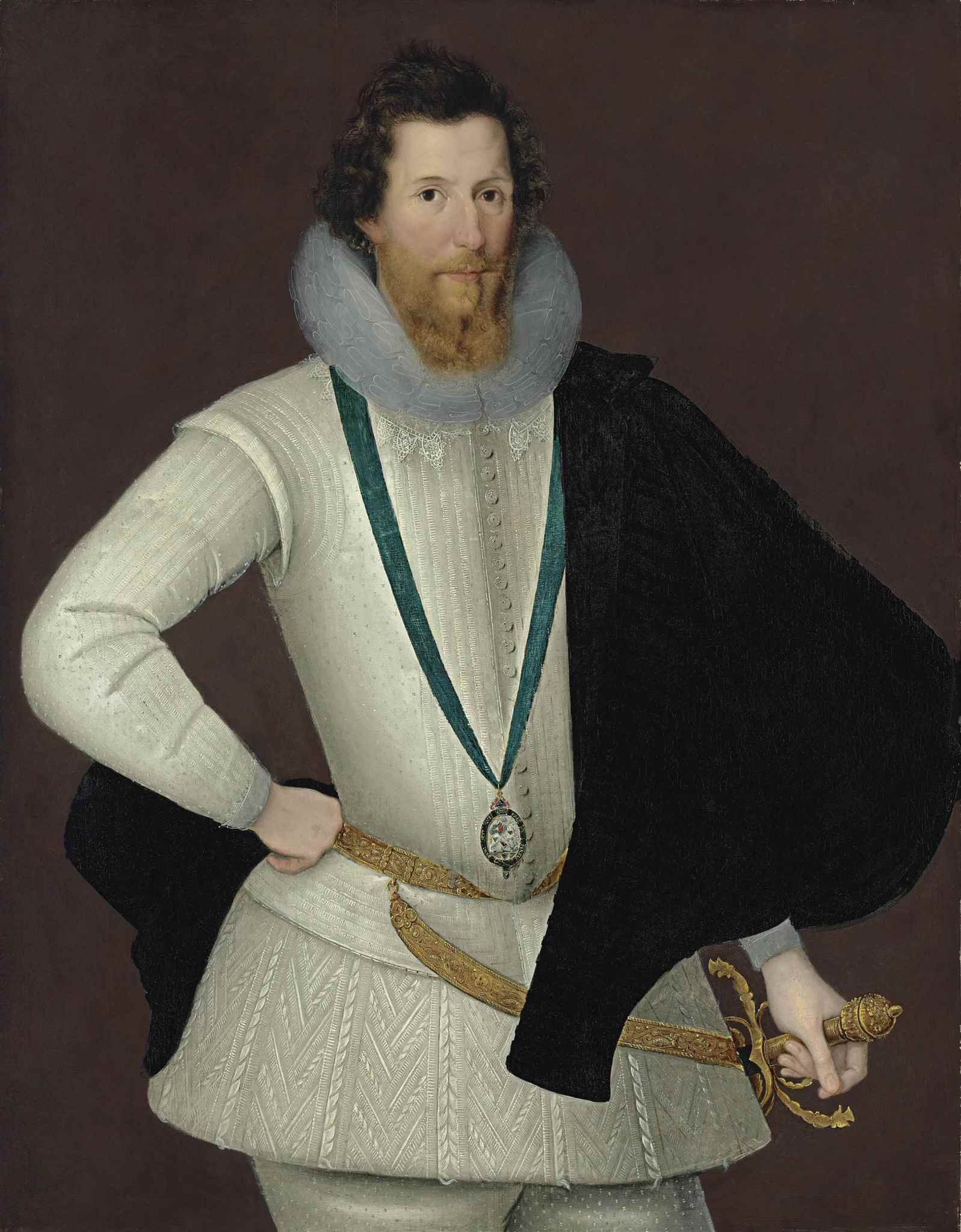
Robert Devereux, 2. hrabě z Essexu (1565–1601), místokrál v Irsku (popraven)

Od roku 1572 titul hrabat z Essexu náležel významnému rodu Devereux, který v této větvi vymřel roku 1646. Devereuxové patřili k nejstarším klanům v Anglii a jejich předkové pod jménem d’Evreux přišli do Anglie spolu s Vilémem Dobyvatelem. Prvním hrabětem z Essexu se stal Walter Devereux (1541–1576), který se za vlády Alžběty I. podílel na anglickém opanování Irska. Jeho syn Robert Devereux, 2. hrabě z Essexu (1565–1601), naopak jako irský místokrál vyvolal povstání proti Alžbětě I. a byl popraven. Šlechtické tituly byly rodině odebrány, ale již v roce 1604 byl titul hraběte z Essexu obnoven pro Roberta Devereuxe, 3. hraběte z Essexu (1591–1646), který se prosadil jako vojevůdce za anglické občanské války. Zemřel bez potomstva a jeho úmrtím titul hrabat z Essexu zanikl. Další titul rodu Devereuxů, vikomtství Hereford přešlo na mladší rodovou větev. Kromě titulů Essex a Hereford užíval rod Devereuxů od konce 15. století také starobylý titul lorda Ferrerse (poprvé jej získal roku 1299 John de Ferrers), stejně jako titul lorda Bourchiera, který na Devereuxy přešel dědictvím přes rod Parrů.

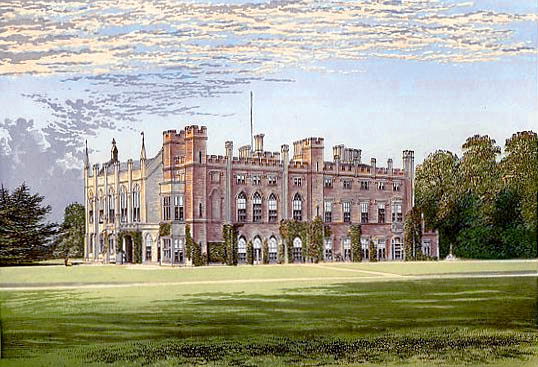
Zámek Cassiobury Park (Hertfordshire), hlavní sídlo hrabat z Essexu v 17.-20. století

Podeváté a naposledy byl hraběcí titul z Essexu udělen v roce 1661 rodině Capellů, která jej užívá dodnes (od 19. století s příjmením de Vere Chapel). Prvním hrabětem z Essexu se na počátku vlády Karla II. stal významný státník z doby restaurace Arthur Capell (1631–1683), který do té doby užíval titul lorda z Hadhamu. Spolu s hraběcím titulem z Essexu získal titul vikomta Maldena (20. dubna 1661), který zpravidla užívá dědic hraběte. Arthur Capell byl místokrálem v Irsku a krátce prvním lordem pokladu (tj. prvním ministrem), v roce 1679 byl ale zatčen a zemřel ve vězení. Rod Capellů ve větvi hrabat z Essexu sídlil na zámku Cassiobury Park v hrabství Hertfordshire. Zámek byl nákladně přestavěn za 1. hraběte z Essexu v letech 1677–1680, poté prošel dalšími úpravami v 18. a 19. století, nakonec byl ale zbořen v roce 1927 kvůli vysokým nákladům na údržbu. V hrabství Hertfordshire také první až čtvrtý hrabě zastávali úřad místodržitele (1660–1681, 1692–1710, 1722–1743, 1764–1771). V přímé linii rod vymřel v roce 1981 a poté titul přešel na potomstvo kapitána Algernona Capella (1807-1883), mladšího syna 5. hraběte z Essexu.

## Seznam hrabat z Essexu

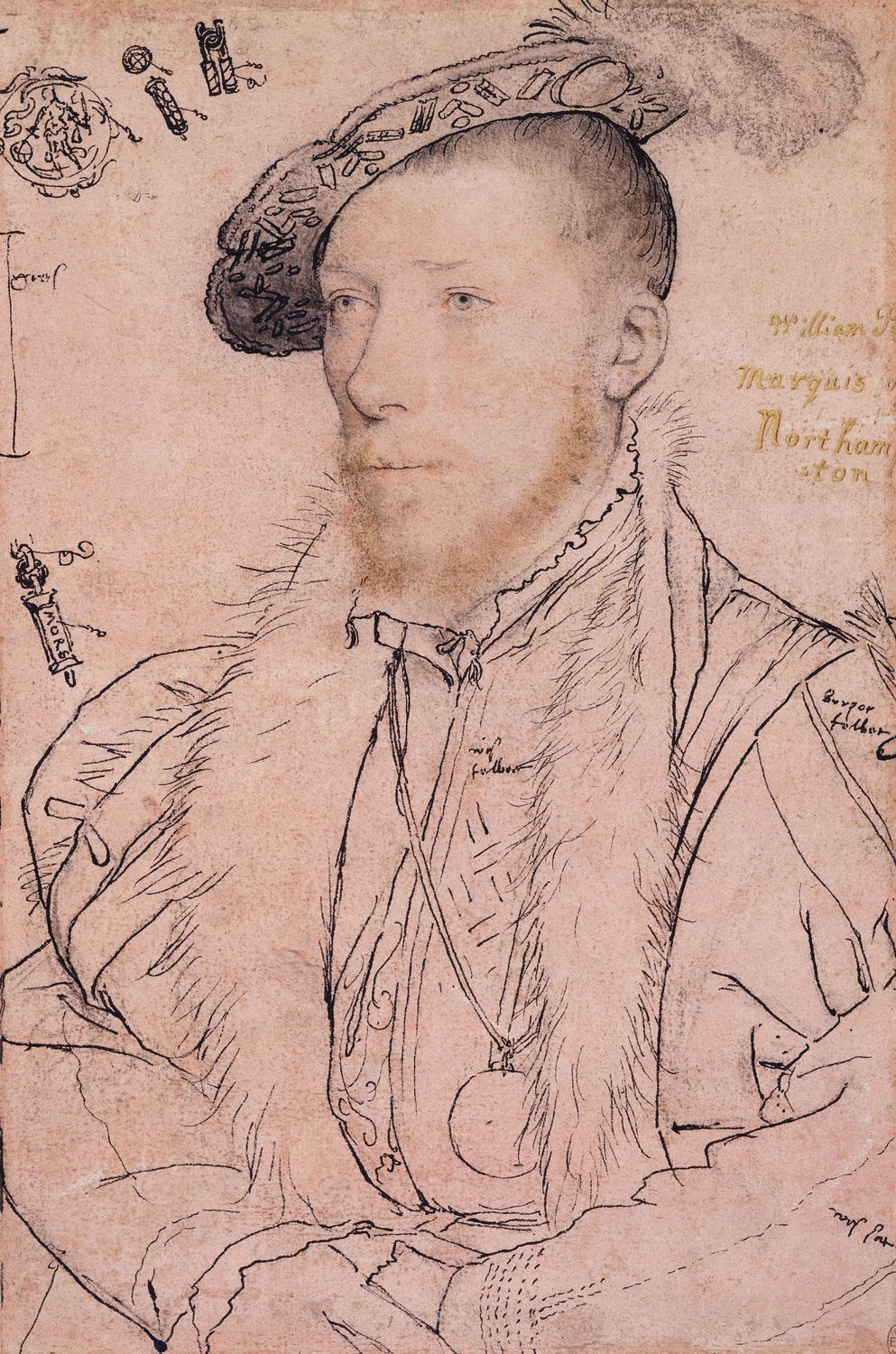
William Parr, 1. markýz z Northamptonu, 1. hrabě z Essexu (Hans Holbein mladší)

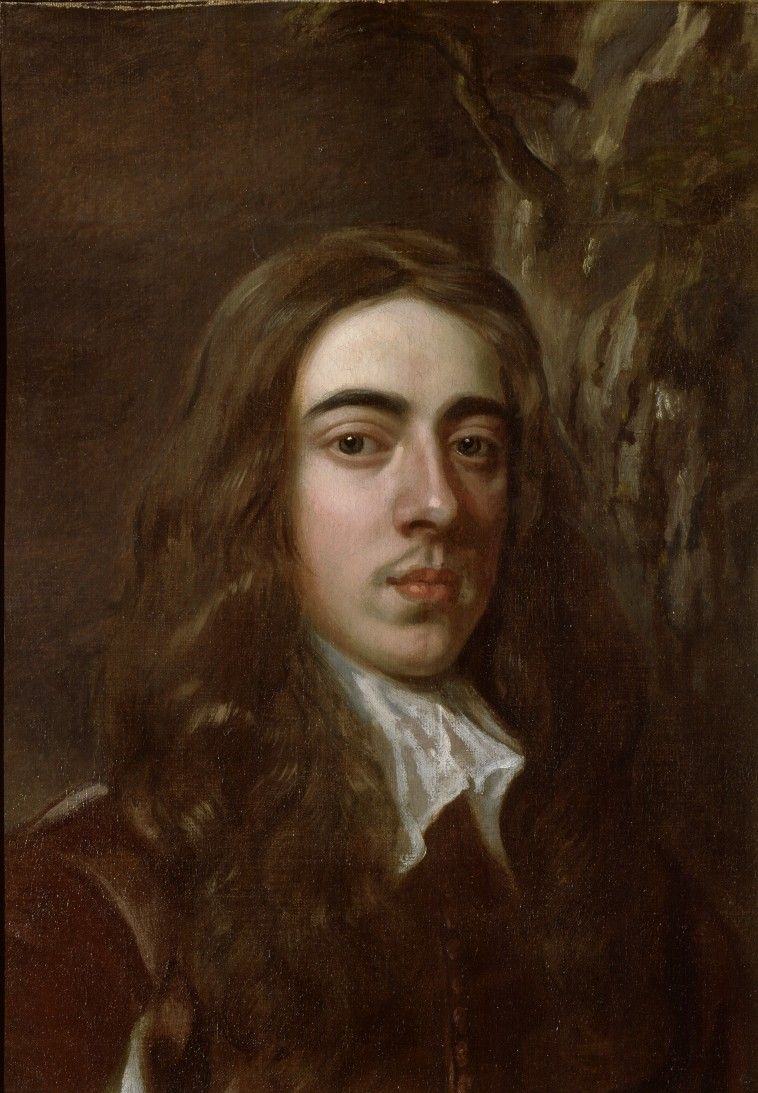
Arthur Capell, 1. hrabě z Essexu (1631–1683), první ministr Karla II. (Peter Lely)

### První udělení titulu (1139)
- Geoffrey de Mandeville, 1. hrabě z Essexu (†1144), vojevůdce, padl v bitvě
- Geoffrey de Mandeville, 2. hrabě z Essexu (†1166)
- William de Mandeville, 3. hrabě z Essexu (†1189), vojevůdce, nejvyšší sudí Anglického království

### Druhé udělení titulu (1199)
- Geoffrey FitzPeter, 1. hrabě z Essexu (1162–1213), nejvyšší sudí Anglického království
- Geoffrey Mandeville, 2. hrabě z Essexu (1191–1216)
- William de Mandeville, 3. hrabě z Essexu (†1227)

### Třetí udělení titulu (1239)
- Humphrey de Bohun, 2. hrabě z Herefordu, 1. hrabě z Essexu (1204–1275), vojevůdce, dědičný konstábl Anglického království[3]
- Humphrey de Bohun, 3. hrabě z Herefordu, 2. hrabě z Essexu (1249–1298), vojevůdce, dědičný konstábl Anglického království
- Humphrey de Bohun, 4. hrabě z Herefordu, 3. hrabě z Essexu (1276–1322), vojevůdce, dědičný konstábl Anglického království
- John de Bohun, 5. hrabě z Herefordu, 4. hrabě z Essexu (1306–1336), dědičný konstábl Anglického království, nesvéprávný
- Humphrey de Bohun, 6. hrabě z Herefordu, 5. hrabě z Essexu (1309–1361), vojevůdce, dědičný konstábl Anglického království
- Humphrey de Bohun, 7. hrabě z Herefordu, 6. hrabě z Essexu (1342–1373), vojevůdce, dědičný konstábl Anglického království, rytíř Podvazkového řádu

### Čtvrté udělení titulu (1376)
- Thomas z Woodstocku, vévoda z Gloucesteru, hrabě z Essexu (1355–1397), syn krále Eduarda III., rytíř Podvazkového řádu, zavražděn

### Páté udělení titulu (1461)
- Henry Bourchier, 1. hrabě z Essexu (1406–1483), pravnuk krále Eduarda III., první lord pokladu, rytíř Podvazkového řádu
- Henry Bourchier, 2. hrabě z Essexu (1473–1540), vojevůdce, diplomat, rytíř Podvazkového řádu

### Šesté udělení titulu (1540)
- Thomas Cromwell, 1. hrabě z Essexu (1485–1540), první ministr Jindřicha VIII., rytíř Podvazkového řádu, popraven[4]

### Sedmé udělení titulu (1543)
- William Parr, 1. markýz z Northamptonu (1513–1571), švagr krále Jindřicha VIII., vojevůdce, diplomat, místodržitel v pěti hrabstvích, lord nejvyšší komoří, rytíř Podvazkového řádu[5]

### Osmé udělení titulu (1572)
- Walter Devereux, 1. hrabě z Essexu (1541–1576), vojevůdce, nejvyšší maršálek Anglického království, rytíř Podvazkového řádu
- Robert Devereux, 2. hrabě z Essexu (1565–1601), místokrál v Irsku, rytíř Podvazkového řádu, popraven
- Robert Devereux, 3. hrabě z Essexu (1591–1646), vojevůdce

### Deváté udělení titulu (1661)
- Arthur Capell, 1. hrabě z Essexu (1631–1683), místokrál v Irsku, první lord pokladu, spáchal sebevraždu ve vězení
- Algernon Capell, 2. hrabě z Essexu (1670–1710), generálporučík
- William Capell, 3. hrabě z Essexu (1697–1743), vyslanec v Turínu, kapitán královské gardy, rytíř Podvazkového řádu
- William Capell (respektive Capel), 4. hrabě z Essexu (1732–1799), lord-místodržitel v Hertfordshire, správce smečky královských loveckých psů[6]
- George Capel (respektive Capel-Coningsby), 5. hrabě z Essexu (1757-1839), lord-místodržitel v Herefordshire (od roku 1781 užíval příjmení Capel-Coningsby)[7]
- Arthur Algernon Capel (později Capell), 6. hrabě z Essexu (1803–1892)
- George Devereux de Vere Capell, 7. hrabě z Essexu (1857–1916), člen městské rady v Londýně
- Algernon George de Vere Capell, 8. hrabě z Essexu (1884–1966)
- Reginald George de Vere Capell, 9. hrabě z Essexu (1906–1981)
- Robert Edward de Vere Capell, 10. hrabě z Essexu (1920–2005)
- Paul de Vere Capell, 11. hrabě z Essexu (*1944)

## Galerie

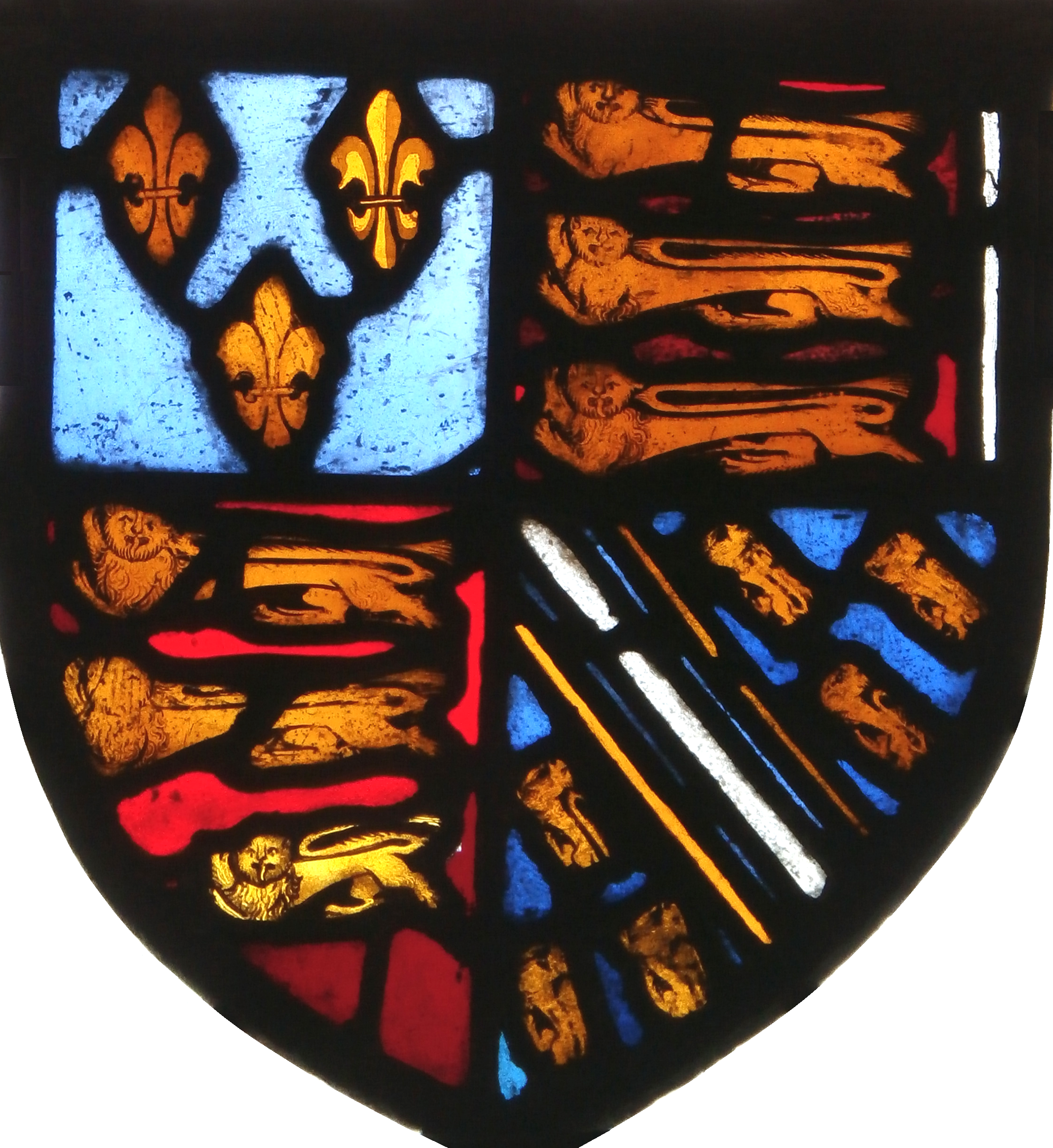
Erb Thomase, vévody z Gloucesteru a hraběte z Essexu
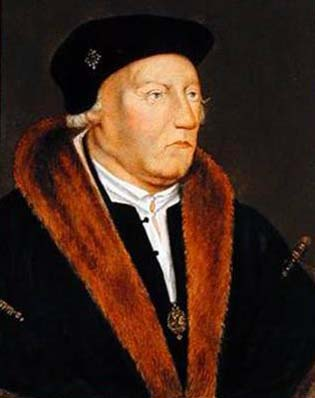
Henry Bourchier, 2. hrabě z Essexu (portrét z 19. století)
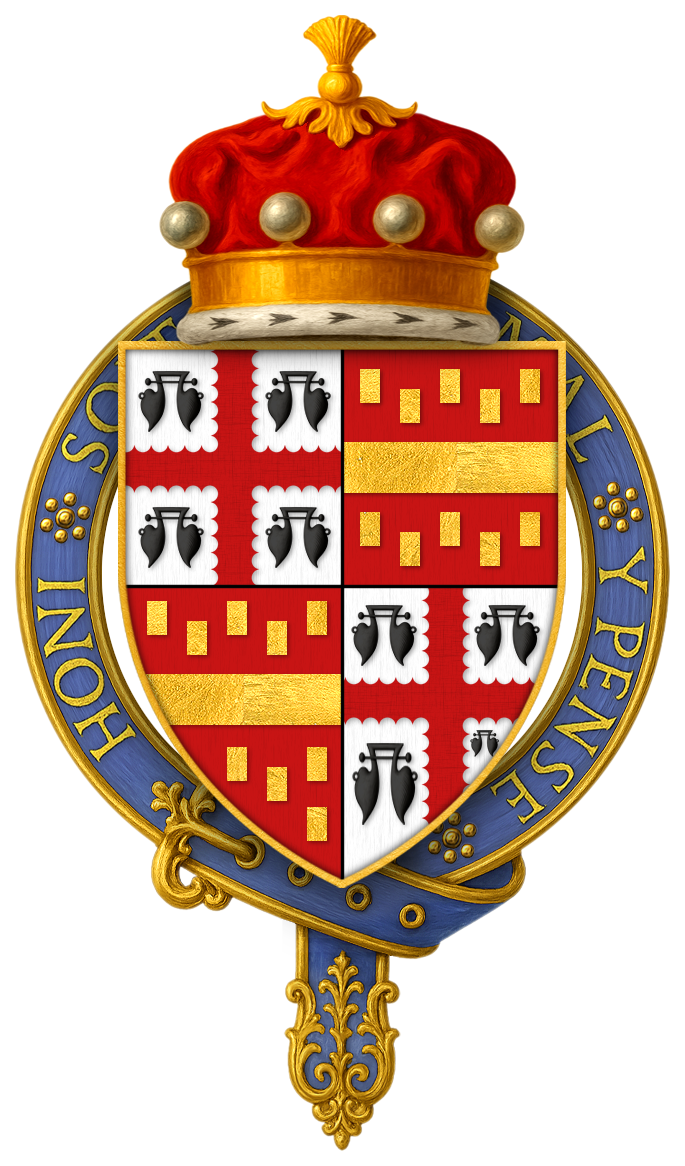
Erb Henryho Bourchiera, 1. hraběte z Essexu, s dekorací Podvazkového řádu
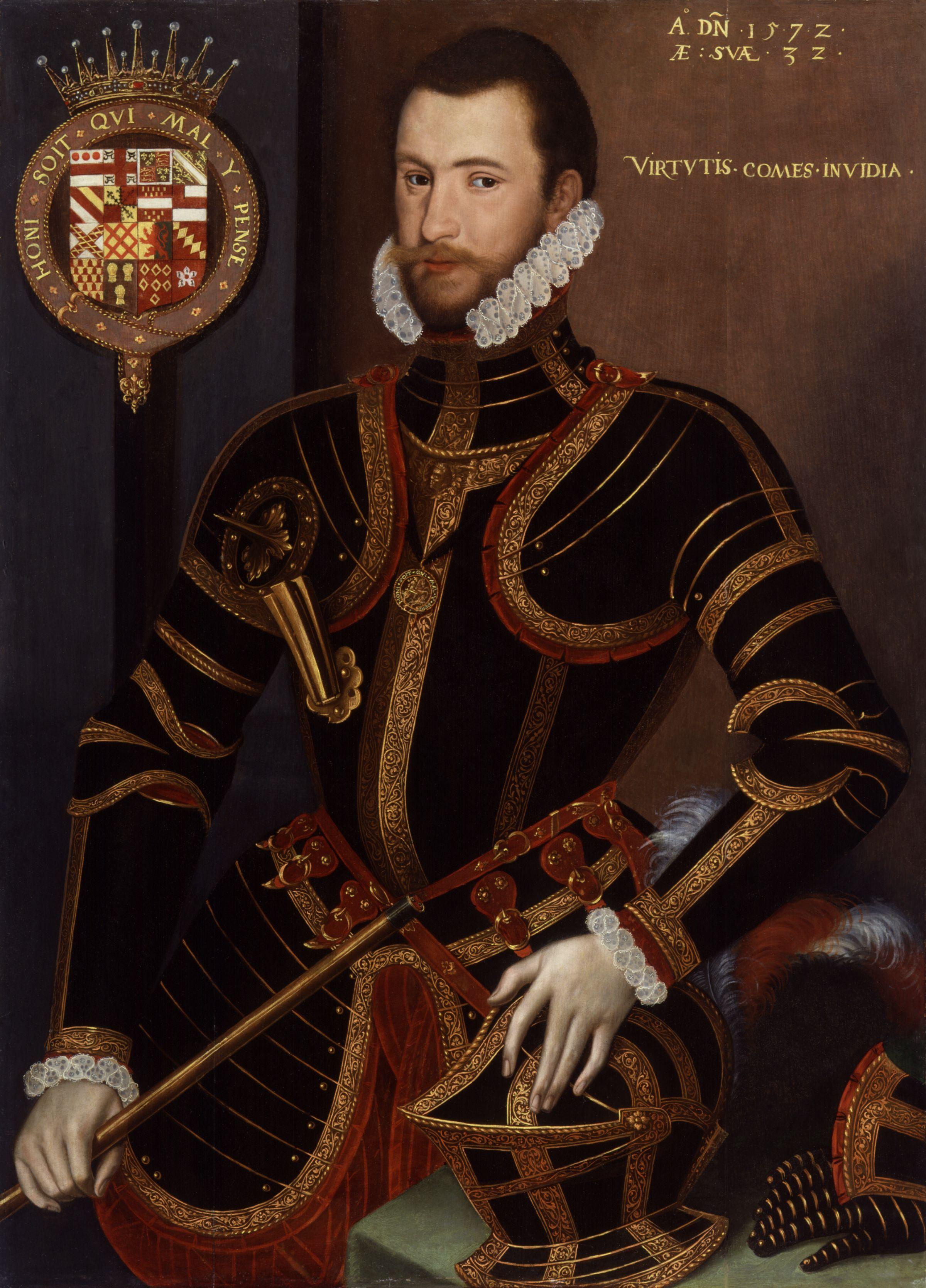
Walter Devereux, 1. hrabě z Essexu (1541–1576), portrét ze sbírek Národní portrétní galerie (cca 1575)
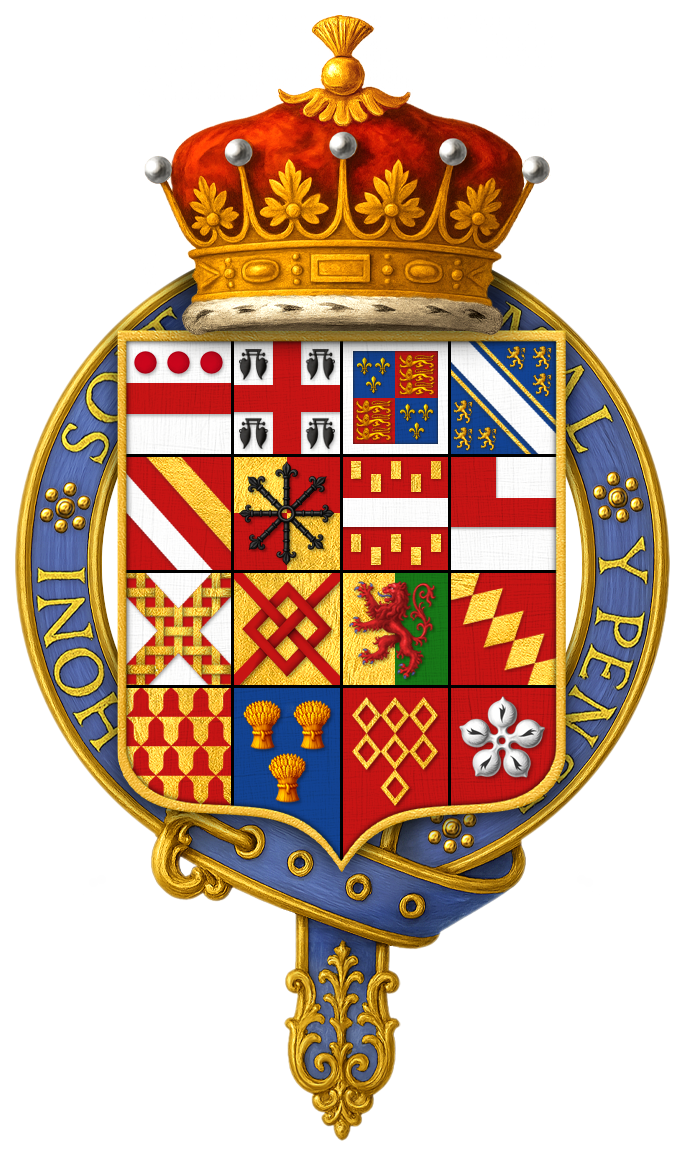
Erb Roberta Devereuxe, 2. hraběte z Essexu, s dekorací Podvazkového řádu
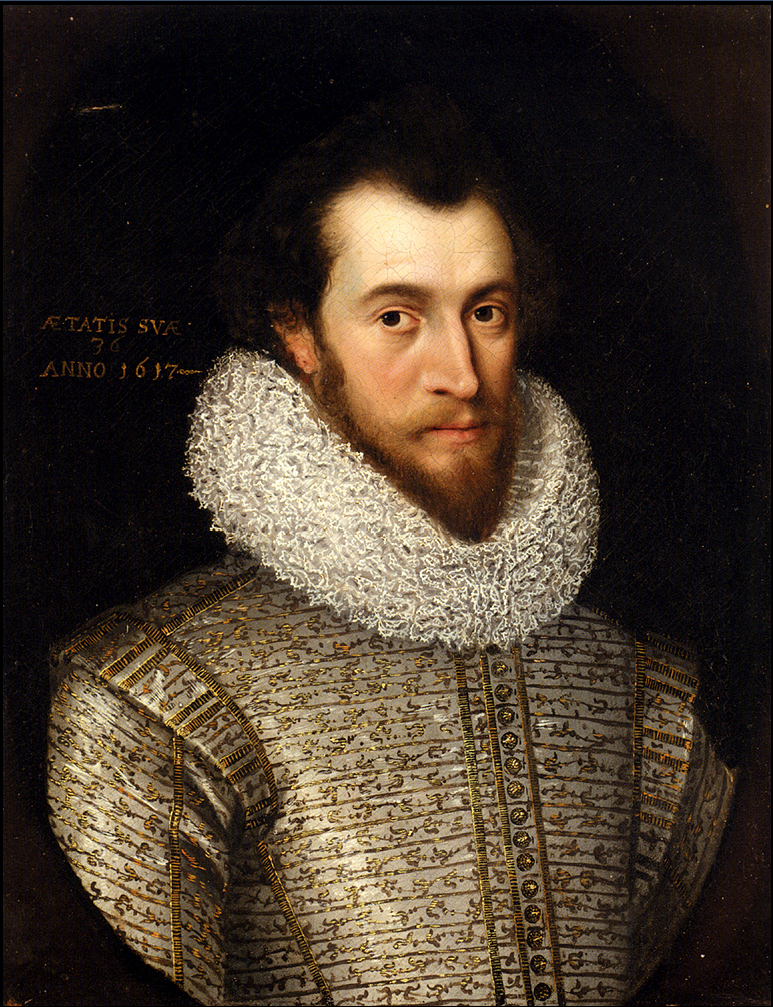
Robert Devereux, 3. hrabě z Essexu (1591–1646), vojevůdce (portrét z roku 1617)
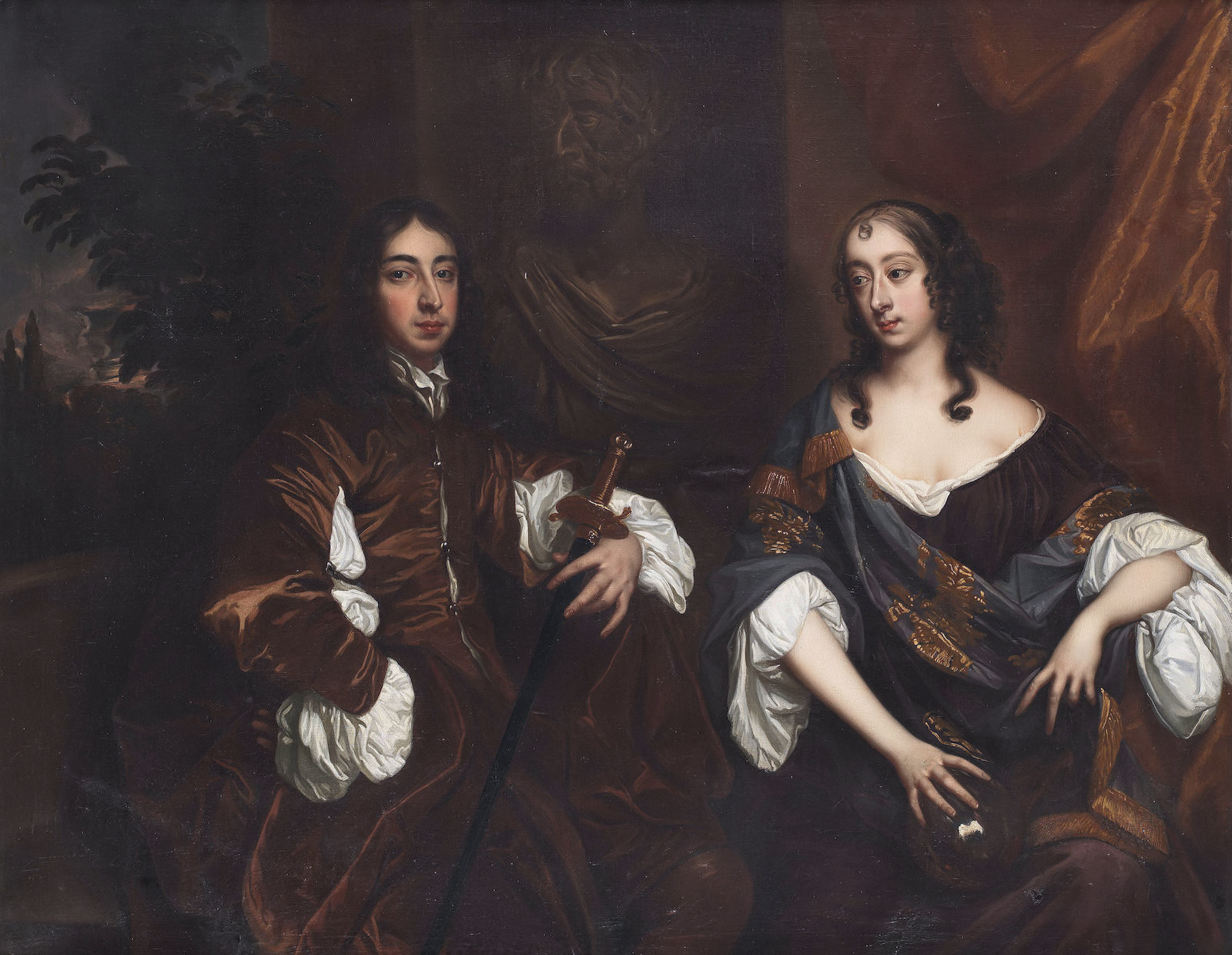
Arthur Capell, 1. hrabě z Essexu s manželkou Elizabeth, rozenou Percy (Peter Lely)
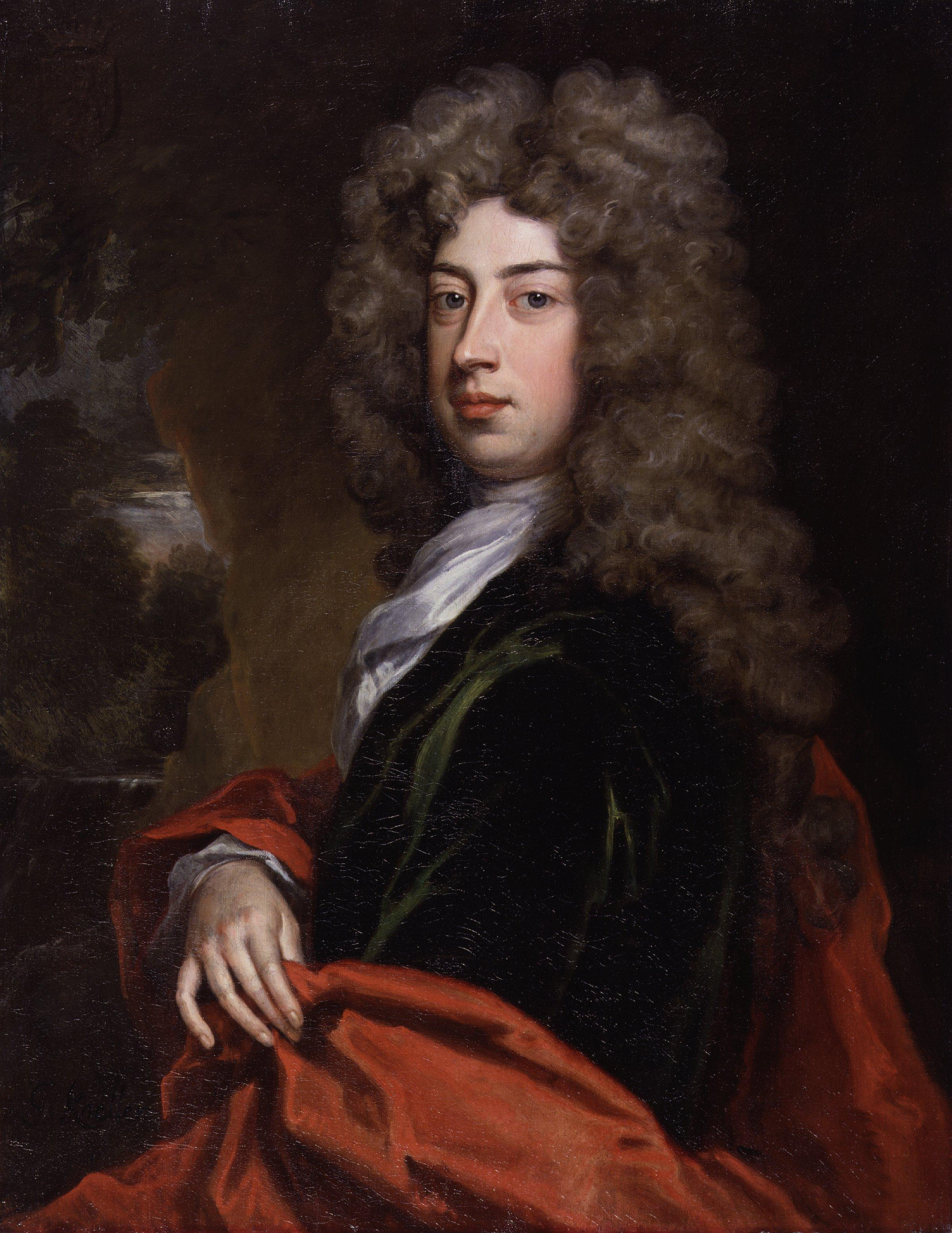
Algernon Capell, 2. hrabě z Essexu (1670–1710), generálporučík britské armády (portrét od Godfreye Knellera, 1705)
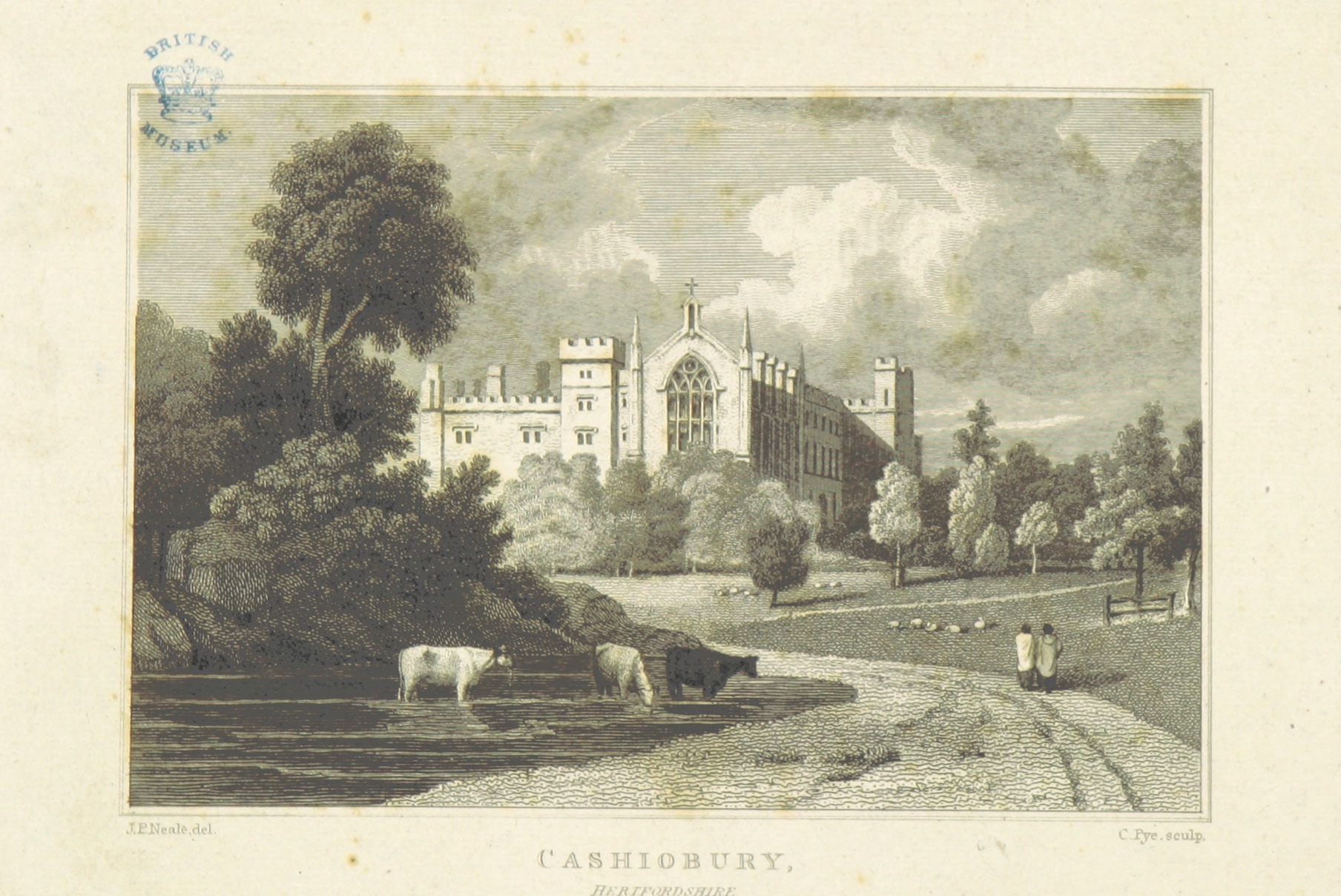
Cassiobury House (Hertfordshire), hlavní sídlo hrabat z Essexu v 17. až 20. století
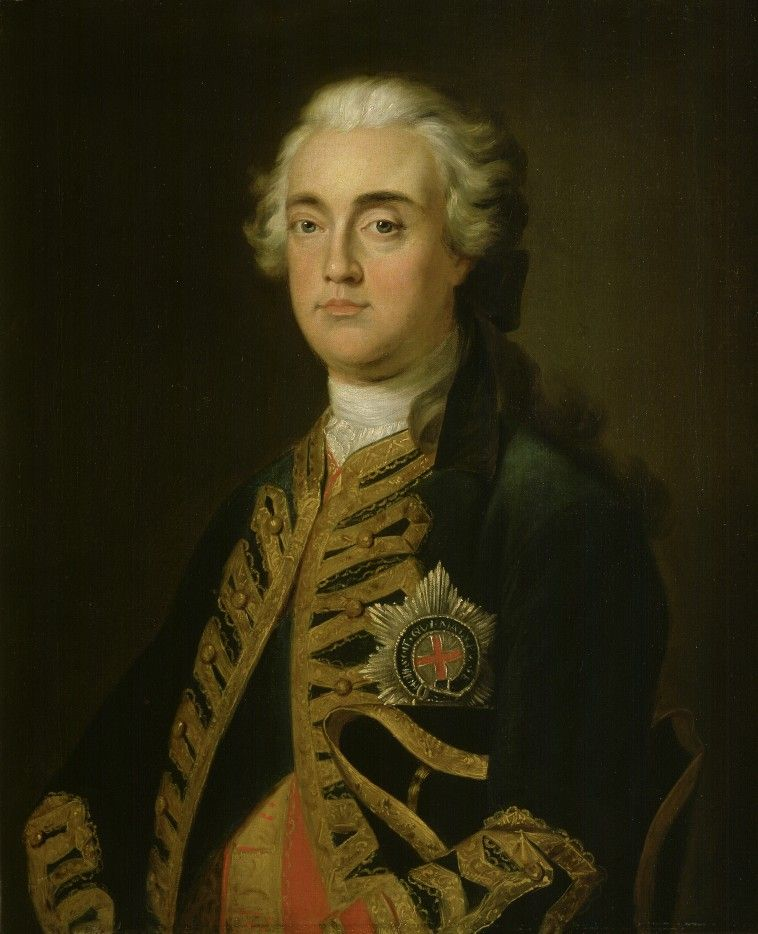
William Capell, 3. hrabě z Essexu (1697–1743), vyslanec v Sardinském království (portrét z roku 1735)